# MADムービー
MADムービー（マッドムービー）とは、既存の音声・ゲーム・画像・動画・アニメーションなどを個人が編集・合成し、再構成したもの。単に「MAD」と呼ばれることも多く、ネットコミュニティにおいてはもっぱらこの呼称が主流となっている。ただしパソコンやCGソフトが普及した21世紀初頭には「手書き（描き）MAD」（後述）という用語が出現するなど意味の拡散がみられる。主にファン活動の一環として行われる。近年では、音楽をベースとして編集される「音MAD」と呼ばれるものも増加している。「MAD」とは「狂っている、ばかげている」の英訳である「mad」の意。ちなみに、このような映像技法はサンプリングとも呼ばれている。

## 流通と社会の対応
MADムービーの前身は、1978年ごろから大阪芸大のサークル「CAS」で制作されていたMADテープ（初期はキチガイテープとも呼ばれていた）である。これらは音声MADをカセットテープに収録し、関西大学漫画研究会連合のサークル間で話題になった。
優良な作品の登場などによりMADテープは人気を呼び急速に全国に広まったが、法律や流通経路の問題から、漫研・アニ研・自主上映会など、特定コミュニティとの関わりがない層にはそれほど認知されていなかった。そんな折『タモリのオールナイトニッポン』において、1980年11月からNHKニュースのアナウンサーの声を合成したものを流す「つぎはぎニュース」のコーナーが放送され、ニュース特有の抑揚が少ない（加工しやすい）無機質な口調で脈絡のないことを話し続けるというギャップが生む面白さで話題になった。ニュース番組を使ったMADは後にマッドニュースと呼ばれるようになった。これらの作品の一部は、現在動画投稿サイトで視聴することができ、新作も製作されている。その後NHKからクレームがついたため2か月ほどでこのコーナーは終了したが、この番組によりコラージュ作品そのものの認知度が上がり、制作者層や流通の幅が広がった。
やがてビデオテープを用いたMADビデオが作られるようになる。初期の頃は特撮やロボットアニメのセリフを強引に改変する、曲を差し替えるなどといった作品が主流であった。現在でも、アニメのキャラクターのセリフを差し替えるなどといったMADムービーはメジャーな改変として作られ続けている。
21世紀初頭にはインターネット環境の整備や、各種編集ツールがフリーウェアで普及したこと、パソコンの性能向上により、インターネットを通じて爆発的に流通、作成されるようになり、政治家の鈴木宗男の音声を加工した「ムネオハウス」、奈良騒音傷害事件の加害者の音声を加工したもの、アナウンサーの小倉智昭のカツラが落ちたかのようなフェイク映像などが流通するようになった。これには2ちゃんねるなどのいわゆるアンダーグラウンド文化の拡大や、WinnyやWinMXといったP2P技術の発展が大きく貢献している。特にP2PはMADムービーの製作に欠かせない「素材」の流通を加速させた。それそのものが「裏」であったとも言える、黎明期のインターネットと本来秘匿されるべきであるMADムービーの性質、そして担い手たちであった当時の「オタク」が持っていた気質が噛みあった結果である。
またこの時期には、動画を簡単に制作が出来るFlashを利用したムービーやゲーム形式のMAD作品が多数普及し始め、｢Flash職人｣と呼ばれる制作者が増加し、一時代を築いた。この時代はFlashを使用していたものがほとんどだったため、MAD動画などと言われる事はほとんどなく、｢フラッシュ動画｣｢面白フラッシュ｣等という言い方が一般的だった。しかし、当然ながら著作権の侵害である事には変わりがなく、JASRACから削除要請による削除が相次いだことや、のまネコ問題など商業化による批判、そして、後述するYouTubeなどの登場により、徐々にFLASHブームは衰退して行く事となる。
入れ替わるかのように、2005年に登場したYouTube、2007年に登場したニコニコ動画に代表される動画共有サイトの登場により状況は一変する。先述のように「裏」としての側面が強かったMADムービーは、YouTubeなどメジャーなサイトにアップロードされることで、さらなる盛り上がりを呼ぶと同時に、メディアでも取り上げられていくうちにその違法性が大きくクローズアップされることとなった。
素材となる作品との関係上、著作権者に無断で制作・配布されることがほとんどで、無断改編による著作者人格権の一種である同一性保持権の侵害ともいえるMADムービーの違法性が取り沙汰される中、著作権侵害に対する権利者の対応は様々であった。商業コンテンツを題材とした多くのMADムービーは、権利者の申し立てを受けて削除されたが、一部の権利者は半ば黙認した。
これはMADムービーの流通量が無視できない規模まで拡大したことの他に、ヒットした場合に大きな広告宣伝効果が見込まれることが関係している（バンダイナムコエンターテインメントが原作の『アイドルマスター』を素材としたMADムービーの例など）。
中にはMADムービーの制作におけるガイドラインを規定した権利者も現れた。
- また角川グループは、2008年1月25日に同社の著作物を使用した作品に対して公開を許可する含みを持たせたコメント[4]を発表した。
- その後、同グループの角川デジックスにより、YouTubeにアップロードされたMADムービーの一部に、正式に許諾を与える対応方針が発表[5]され、実際に幾つかの動画に公認マークが付与されている（Sham.Studio.の例[6]など）。

いくつかの権利者の中ではMADムービーを参考にしたり強く意識した作品を制作するなど、MADムービー制作者と権利者間でのビジネスが行われるケースも見られるようになった。また、公式によるMADムービーも存在しており、例えばコナミのビデオゲーム「メタルギアソリッド3」では開発者がゲーム内のシーンを改変したショートフィルムの公開などを行った（ただしこれは本来の意味の「MADムービー」とは多少異なり、いわゆる「公式MAD」と呼ばれている映像作品は「サンプリング」という映像技法名であったり、「セルフパロディ」である）。
さらに、関連事象としてエコカー補助金終了直後に放映されたダイハツ工業のキャンペーンCMに関して、ダイハツ公式サイト内に｢権利者自らが製作したMADムービー｣であるような事を匂わせるコメントが掲載されている。

## 制作方法
素材となる音声や画像・動画をリッピングやキャプチャなどで準備し、各種編集機材やアプリケーションソフトで編集する。AviUtl、NiVE、VirtualDub、REAPER、Windows ムービーメーカー、Adobe Premiere、After Effectsなどが作成に利用されることが多い。また、Blenderなどの3DCGソフトウェアを用いる例も見られる。

## 時代の変化に伴う多様化
先述のように、黎明期はテープを使うなどのアナログな方法が主であったが、パーソナルコンピューターの発達により表現方法も多様化した。音声を差し替えるだけの手軽なものから、3DCGを用いたもの、アニメーションを自ら描き起こしたもの、音楽を作曲し差し替えたものなど、ほとんど創作に近いMADムービーを製作するものも現れている。
したがってMADムービーの中には既成の映像作品を「素材」として使うのではなく、例えばアニメのワンシーンを、自ら描いた別のキャラクターに置き換えたもの（通称『手描きMAD』）も黎明期から存在するが、たとえキャラクターを自分で描き変えたとしても、既存のキャラクターを使用する限り二次創作であり、著作権法に違反するというMADムービーであることに変わりはない（これは一般のコミック系同人誌にも当て嵌まる事であるが、現行著作権法は親告罪である為、MADにしても同人誌にしても訴訟費用やイメージ戦略等で事実上黙認されているというのが現状である）。
2015年にはTPPの政府間大筋合意によって著作権の非親告罪化が懸念され、その乱用を防ぐため同人誌等の二次創作作品に関しては対象外とする方針で法改正の議論が行われている。しかしMADが「二次創作」に含まれるかは不明なままである。

## MADとAMV
しばしば日本のMADムービー文化は欧米発祥のAMV (Anime Music Video) と比較されるが、発端は完全に別である。

## MADムービーに関する問題点
特にMADムービー自体には問題点は無いが、一般的な動画と同様に引用元の許可なしに公開すると以下の問題が発生する。
- 既存の映像作品や動画から制作されたMADムービーはほとんどが元動画の著作権を侵している。
- 制作者や本人に使用許可を取っていない映像や有名人の映像などを使用した動画の場合は、制作者の著作権に加えモデルの肖像権・人格権を侵している場合がある。
- 実在の個人をモデルにした動画はその内容によっては侮辱罪や名誉毀損罪などの罪に問われる場合がある。

## 裁判
2013年、タレントの久本雅美が出演するビデオでのMAD映像を無断で「ニコニコ動画」にアップロードされ著作権を侵害されたとして、ビデオの著作権を持つ創価学会がプロバイダ責任制限法に基づいて発信者情報の開示を請求し、東京地裁がISPに対し情報開示を命じた。判決は10月22日付け。アップロードユーザーが利用したISPを運営するGMOインターネットに対し、動画をアップロードしたユーザーの氏名・住所、電子メールアドレスの開示を命じている。
判決文（PDF）の「対応一覧表」によると、創価学会が著作権を持つ「すばらしきわが人生 part2」のうち、「久本が創価学会の池田名誉会長から漫才を褒められて、頭がパーンとなったと話している」部分などが含まれていた。創価学会側は、この動画が著作権（複製権、公衆送信権）を侵害しており、損害賠償などを請求するために発信者情報の開示を受けるべき理由があると主張。東京地裁（長谷川浩二裁判長）は主張を認め、GMOインターネットに対し情報開示を命じた。